# Encarsia lounsburyi
Encarsia lounsburyi är en stekelart som först beskrevs av Berlese och Pasquino Paoli 1916.  Encarsia lounsburyi ingår i släktet Encarsia och familjen växtlussteklar. Inga underarter finns listade i Catalogue of Life.